# Praeacanthonchus inglisi
Praeacanthonchus inglisi is een rondwormensoort uit de familie van de Cyatholaimidae. De wetenschappelijke naam van de soort is voor het eerst geldig gepubliceerd in 1965 door Coles.